# Udara hainana
Udara hainana är en fjärilsart som beskrevs av Hans Fruhstorfer 1910. Udara hainana ingår i släktet Udara och familjen juvelvingar. Inga underarter finns listade i Catalogue of Life.